# Les Pieux

Les Pieux este o comună în departamentul Manche, Franța. În 1 ianuarie 2022 avea o populație de 3.266 de locuitori.